# بحران گروگان‌گیری در سفارت ژاپن
بحران گروگان‌گیری در سفارت ژاپن (اسپانیایی: Toma de la residencia del embajador de Japón en Lima‎ , ژاپنی: 在ペルー日本大使公邸占拠事件) در ۱۷ دسامبر ۱۹۹۶ در لیما، پرو آغاز شد که طی آن ۱۴ عضو تروریست جنبش انقلابی توپاک آمارو (MRTA) صدها دیپلمات عالی‌رتبه، مقام دولتی و نظامی و بازرگان را گروگان گرفتند. گروگان‌ها در یک مهمانی در محل اقامت رسمی سفیر ژاپن در پرو، موریهیسا آئوکی، در جشن تولد ۶۳ سالگی امپراتور آکی‌هیتو در حال شرکت بودند. اگرچه این بحران در اقامتگاه سفیر در منطقه سان ایسیدرو رخ داد تا در خود محل سفارت، اغلب از آن به عنوان بحران گروگان‌گیری «سفارت ژاپن» یاد می‌شود.
گروگان‌های زن خارجی در شب اول آزاد شدند و اکثر خارجی‌ها پس از پنج روز تهدید مداوم به مرگ، از آن جا خارج شدند. پس از ۱۲۶ روز گروگان‌گیری، سایر افراد برجسته در ۲۲ آوریل ۱۹۹۷ در یورش کماندوهای نیروهای مسلح پرو آزاد شدند که طی آن یک گروگان، دو کماندو و همه گروگان‌گیران MRTA کشته شدند. این عملیات توسط اکثر مردم پرو به عنوان یک موفقیت بزرگ شناخته شد و توجه رسانه‌های سراسر جهان را به خود جلب کرد. رئیس‌جمهور آلبرتو فوجیموری نیز اعتبار زیادی برای نجات جان گروگان‌ها دریافت کرد.
بعداً گزارش‌هایی منتشر شد مبنی بر اینکه تعدادی از شورشیان پس از تسلیم شدن، اعدام فراقانونی شدند. هیدتاکا اوگورا، دیپلمات ژاپنی شهادت داد که سه تن از شورشیان شکنجه شدند. دو تن از کماندوها اظهار داشتند که قبل از اینکه گروگان‌گیری به نام ادواردو کروز را با گلوله در گردنش پیدا کنند، زنده و در بازداشت دیدند. این یافته‌ها موجب شکایت مدنی علیه افسران نظامی توسط بستگان گروگان‌گیرها کشته شد. در سال ۲۰۰۵، دفتر دادستان کل در پرو اجازه اتهامات را صادر کرد و دستور دادرسی صادر شد. پس از اعتراض عمومی، همه اتهامات لغو شد. با این حال، تحقیقات بیشتر به دادگاه بین‌آمریکایی حقوق بشر ارجاع شد. این دادگاه در سال ۲۰۱۵ حکم داد که کروز قربانی یک قتل فراقضایی شده است و دولت پرو قوانین بین‌المللی را نقض کرده است. دادگاه همچنین ویکتور پسروس ۲۵ ساله و هرما ملندز ۱۷ ساله را به عنوان قربانیانی که از حقوق بشر محروم شده‌اند، نام برد.